# 다니엘라 요르다노바
다니엘라 류베노바 요르다노바(불가리아어: Даниела Любенова Йорданова, 1976년 3월 8일~)는 불가리아의 육상 선수로 주 종목은 중거리 달리기이다.

## 경력
2000년 오스트레일리아 시드니에서 열린 2000년 하계 올림픽에 참가하였고 5000m에서 10위를 했다. 이 대회 이후에는 주로 1500m에서 활약하기 시작했다. 
2002년 독일 뮌헨에서 열린 유럽 선수권 대회에서 5위를 했고, 2003년 파리에서 열린 2003년 세계 선수권 대회에서 7위를 했다. 이후 2004년에 그리스 아테네에서 열린 2004년 하계 올림픽에 참가하여 1500m에서 5위에 올랐다.
2005년 핀란드 헬싱키에서 열린 2005년 세계 선수권 대회에 참가하였으며, 예선에서 탈락했다. 이듬해인 2006년 8월에는 스웨덴 예테보리에서 열린 2006년 유럽 선수권 대회 1500m에서 3분 59.37초의 기록으로 러시아의 타티야나 토마쇼바와 율리야 치젠코(포멘코)의 뒤를 이어 동메달을 획득했다.
2007년 9월 일본 오사카에서 열린 2007년 세계 선수권 대회 1500m에서 4분 00.82초의 시즌 최고 기록을 세우면서 바레인의 마리암 유수프 자말과 우크라이나의 이리나 리신스카의 뒤를 이어 동메달을 획득했다. 
2008년 3월 스페인 발렌시아에서 열린 2008년 세계 실내 선수권 대회에 참가하여 1500m 경기에서 4분 04.19초의 기록으로 불가리아 신기록을 세우며 5위에 올랐다. 같은 해 6월 13일에 실시된 도핑 검사에서 테스토스테론 양성 반응을 보였고 2008년 하계 올림픽에 참가하는 불가리아 대표팀에서 제외되었다. 그 해 8월에 국제 육상 경기 연맹으로부터 2년간 선수 자격 정지 징계를 받았다. 이후 현역에서 은퇴했고 2021년에 2008년 세계 실내 선수권 대회 여자 1500m 금메달과 은메달을 획득한 러시아의 옐레나 소볼레바와 포멘코가 도핑 검사 결과에 따른 기록 말소로 인해 동메달을 승계받았다. 